# Fatigue
Fatigue avser den medicinska termen för stor trötthet eller utmattning som personer i olika svårighetsgrad upplever efter ansträngning, vid stress, sömnproblem eller sjukdom. Vid fatigue sänks prestationsförmågan och uppmärksamheten. Den kan uppträda fysiskt såsom muskelsvaghet eller mentalt genom att göra personen trött. Psykisk utmattning uppstår som regel till följd av stress eller långvarigt intellektuellt arbete.

## Mental fatigue
Mental fatigue, även känt som Race brain, orsakas av extrem uthållighetsträning/tävling, och är en tillfällig kognitiv nedsättning som vissa idrottare kan uppleva under eller efter utmanande fysiska prestationer, såsom Ironman-lopp eller andra långdistanslopp. Denna term beskriver en försämring av kognitiva funktioner som koncentration, beslutsfattande och tankeklarhet, vilket kan påverka idrottarens förmåga att prestera optimalt.
Den kognitiva nedsättningen som "race brain" innebär tros vara resultatet av flera faktorer, inklusive fysisk trötthet, brist på sömn, uttorkning samt emotionella och mentala påfrestningar. Under långvariga träningspass eller tävlingar tappar kroppen vätska och viktiga elektrolyter, vilket kan påverka hjärnans funktion. Dessutom kan den intensiva fysiska ansträngningen och nervositeten leda till uppkomsten av stresshormoner som påverkar hjärnans kemi.